# Laboratório associado
Laboratório associado é a designação atribuída pela Fundação para a Ciência e a Tecnologia de Portugal às instituições de investigação científica - públicas ou privadas, com estatuto de utilidade pública - que visam atingir metas estabelecidas no âmbito da política científica e tecnológica em Portugal.
O estatuto de laboratório associado é atribuído por despacho fundamentado do Ministro da Ciência, Tecnologia e Ensino Superior de Portugal por um período que não excede dez anos. Deste despacho resulta que se celebra um contrato entre a instituição proponente e o Ministério, onde são descritas as actividades a realizar, bem como a enumeração, forma e prazo dos objectivos a alcançar.